# 斎藤正美
齋藤 正美（さいとう まさみ、男性、1954年（昭和29年）12月19日 - ）は、日本の政治家、一級建築士。宮城県石巻市長（2期）。宮城県議会議員（7期）、石巻市議会議員（1期）を歴任。

## 経歴
宮城県石巻工業高等学校土木科、日本大学工学部建築学科を卒業。一級建築士として活動する。
1984年、石巻市議会議員選挙に初当選。1987年に宮城県議会議員となり通算4期務めた。
2003年、自由民主党宮城県第5区総支部長となり、国政進出を図った。2003年、2005年、2009年の3度衆議院選挙に出馬するも、いずれも民主党公認の安住淳に敗れ落選した。
2011年の宮城県議会議員選挙に出馬し県議に復帰。2019年から2021年まで県議会副議長を務めた。
2021年3月6日、石巻市長選挙への立候補を表明。所属している自民党の他、かつて選挙を戦った安住が国対委員長を務める立憲民主党からも推薦を受け、23,713票を獲得し、元衆議院議員の勝沼栄明ら3候補を破り初当選した。
※当日有権者数：119,210人 最終投票率：51.48%（前回比：＋7.17pts）
| 候補者名 | 年齢 | 所属党派 | 新旧別 | 得票数   | 得票率 | 推薦・支持                 |
| -------- | ---- | -------- | ------ | -------- | ------ | -------------------------- |
| 齋藤正美 | 66   | 無所属   | 新     | 23,713票 | 38.85% | （推薦）自民党・立憲民主党 |
| 勝沼栄明 | 46   | 無所属   | 新     | 20,696票 | 33.91% |                            |
| 長純一   | 54   | 無所属   | 新     | 10,062票 | 16.49% |                            |
| 阿部和芳 | 61   | 無所属   | 新     | 6,558票  | 10.75% |                            |

2025年4月27日の市長選挙では26,456票を獲得し再選された。

## 主張・政策
- 女川原子力発電所の稼働について賛成している[8]。
- 石巻市の行政運営の見直しを訴え、これからの人口減少に応じた公共施設の整備と廃止を主張している[9]。
- 第49回衆議院議員総選挙ではかつて所属していた自民党新人候補森下千里ではなく先般の石巻市長選挙で支援を受けた安住への支持を表明。[2]